# Aérodrome de Mocopulli
L'aérodrome Mocopulli (code IATA : MHC • code OACI : SCPQ) est un aérodrome de Dalcahue, sur l'Île de Chiloé, au Chili.

## Situation

### Carte des aéroports du Chili
| \| 100 km1:8 652 000 \| Porvenir El Salvador La Serena Mocopulli Valdivia Pucón Puerto Montt Puerto Williams Antofagasta Arica El Loa Iquique Osorno Balmaceda Araucanie Désert de l'Atacama Santiago Concepcion Île de Pâques Punta Arenas |
| 100 km1:8 652 000 |

## Compagnies aériennes et destinations
| Compagnies                            | Destinations                                              |
| ------------------------------------- | --------------------------------------------------------- |
| LATAM Chile operated by LATAM Express | Santiago du Chili-A.-M.-Benítez, Puerto Montt (El Tepual) |